# Метод нарезок

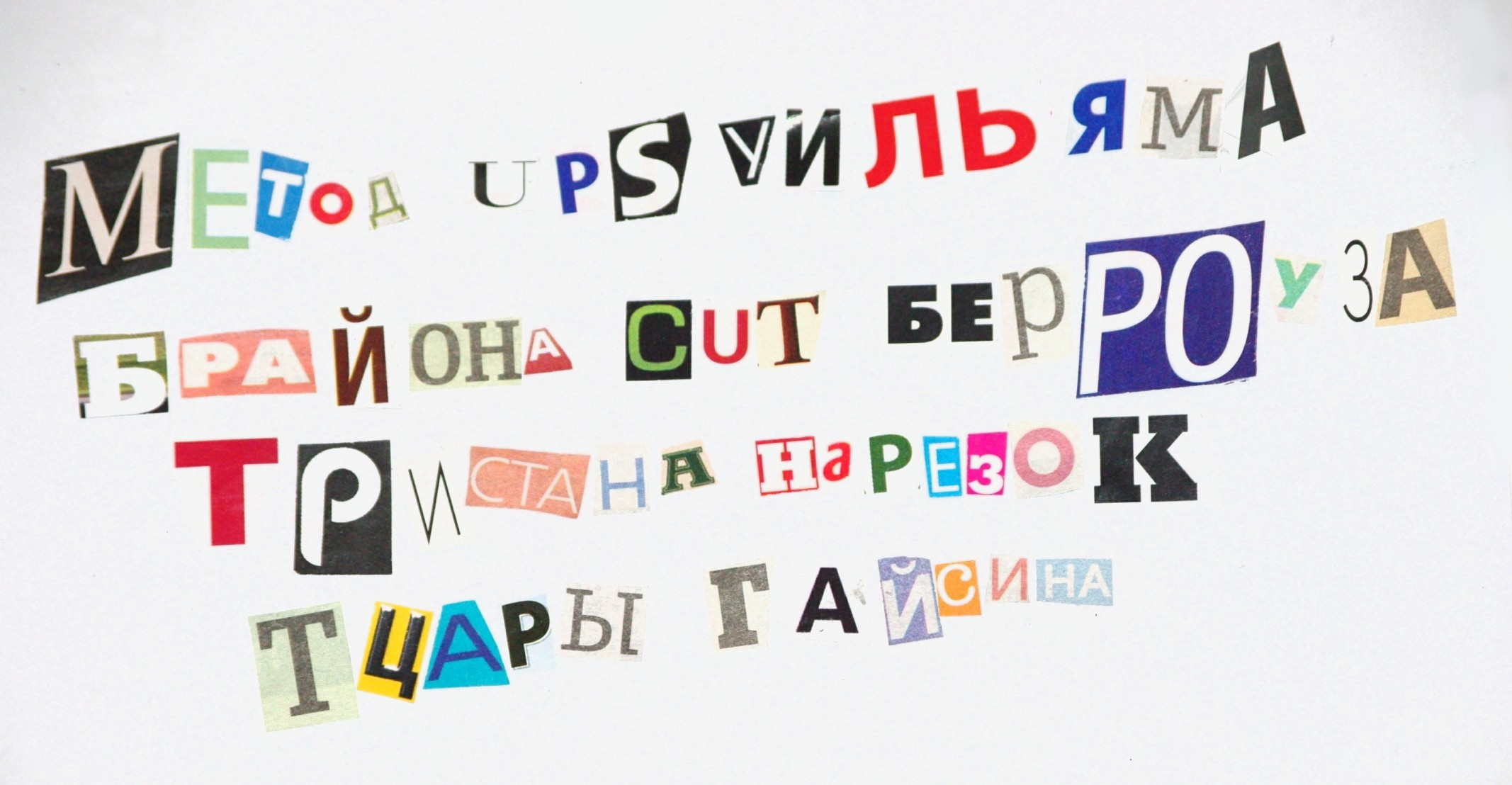
Пример использования методики «cut-up» на основе газет при использовании обычных ножниц

Метод нарезок или метод разрезок (англ. cut-up, также называемый «cut-up method» или «cut-up technique») — это зависящая от случая литературная техника или жанр, в котором текст в случайном порядке разрезается и перемешивается для создания нового произведения.
«Метод нарезок» также является процессом, посредством которого автор фрагментирует бумажный текст ножницами, а затем снова собирает слова или фразы в соответствии с такими принципами, которые практически не имеют ничего общего с оригинальным смыслом написанного. Данная техника используется обычно в авангардной литературе и поэзии.
Метод был изобретен в 1920-х годах французским поэтом-дадаистом Тристаном Тцарой, а в период с 1950 по 1960 год в значительной степени доработан и видоизменён канадским художником Брайоном Гайсином и американским писателем-битником Уильямом Берроузом. Техника в существенной мере повлияла на развитие электронной и экспериментальной музыки, а также оказала определённое влияние на литературу и кинематограф.

## История и эволюция метода

### Предыстория

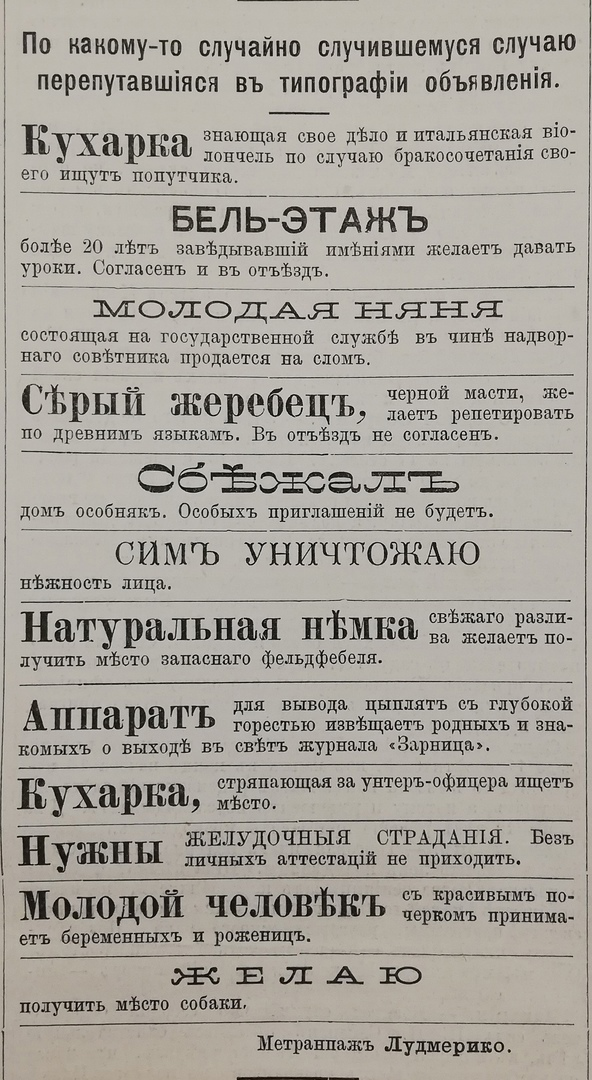
Cut-up объявления. Журнал «Осколки», № 31, 1883 год

Метод случайного сочетания слов использовался для достижения комического эффекта до начала XX века. В частности в русском журнале «Осколки» 1883 года можно встретить шуточные объявления, выполненные в духе «метода нарезки».

### Тцара, 1920-е годы
Своим появлением «метод нарезок» обязан французскому поэту румынского происхождения Тристану Тцаре (1896—1963, наст. имя Самуэль Розеншток, англ. Samuel Rosenstock[прояснить]) — выпускнику Цюрихского университета, где он, вместе с друзьями, сформировал движение дадаистов — которое «не было движением, поэты которого поэтами не являлись, а искусство которого искусством не считалось».
Определение движения, представленное выше, взято из книги «Antipschiatry: Quackery Squared» (2009 год) и достаточно точно отражает характер дадаизма. В работах «Манифест дада» (англ. Dada Manifesto, 1918) и «Лекции о дада» (англ. Lecture on Dada, 1922) сам Тцара говорил: «Я знаю, что Вы пришли сегодня, чтобы услышать объяснения. Что же, даже не надейтесь услышать объяснения по поводу Дада <…> Как и все остальное в жизни — дада бесполезно. Дада не имеет никаких притязаний, и сама жизнь не должна иметь».
Метод был изобретён Тцарой в начале 1920-х годов — поэт презентовал его, предложив создавать поэму путём вытаскивания слов из шляпы. Подобный экспериментальный подход к написанию поэзии был негативно воспринят в кругах сюрреалистов, из которых Тцара и оказался незамедлительно исключён с легкой руки Андре Бретона.
«Он сделал утверждение, что поэзия, по сути, мертва — комментирует действия Тцары профессор Ньюкаслского университета Уильям Эдмондес (англ. William Edmondes), — но всё же, она доступна для всех, потому что каждый может использовать эту технику [нарезок]. Любому это под силу».
Для Тцары случайный результат (то есть итоговый текст, полученный при использовании «метода нарезок») был результатом конечным, работой законченной. Никакие притворства вкуса не добавлялись туда и не изымались оттуда. Изобретенная им техника появится ещё в творчестве многих поздних модернистов, а в особенности — Берроуза, с именем которого впоследствии будет ассоциироваться.
Отмечают также, что использование дадаистами иррационального, воли случая — есть, возможно, их специфическая реакция на ужасы Первой мировой войны.
Мейнстримовые художники стали относиться к дадаистам с большим вниманием, и начался процесс разветвления движения. Оно распространилось из Цюриха в остальные уголки Европы и Нью-Йорк — в первозданном виде дадаизм исчез и в начале 1920-х годов растворился в иных сюрреалистических течениях своего времени, а тцаровский «метод нарезок» на длительное время оказался невостребованным и забытым.

### Гайсин и Берроуз, 1950—1960
Бретону, десятилетие назад буквально «похоронившему» изобретённые Тцарой «нарезки», снова было суждено сыграть свою роль в истории становления метода. В конце 1930-х годов, будучи организатором групповой выставки сюрреалистов (на которой были, помимо прочих, представлены Дали и Пикассо), он подвергает анафеме творчество молодого художника Брайона Гайсина, найдя его картины недостойными выставки.
Подобный поворот событий становится ударом для последнего, и он покидает страну, отправляясь в Танжер. Там он продолжает писать картины и участвует в небольших выставках, на одной из которых впервые встречается с начинающим на тот момент писателем Уильямом Берроузом. Встреча не сближает их, а скорее отталкивает — Берроуз счёл картины Гайсина пустыми, а последний воспринял Берроуза не иначе как «полусумасшедшего наркомана». Спокойная жизнь художника заканчивается к 1958 году, когда закрывается недолго просуществовавший ресторан, владельцем которого Гайсин являлся, — он возвращается в Европу, где снова встречается с Берроузом. Данная встреча станет основой для многолетней дружбы и их творческого сотрудничества.
Гайсин и Берроуз заселяются в «Бит-отель» (англ. Beat Hotel)" в Париже, где первый по случайности и открывает для себя «нарезки». Ник Монфорт (англ. Nick Montfort) цитирует художника:
Пока я нарезал холсты для рисунков в комнате 25, я расчертил кипу газет своим резаком и подумал о том, что говорил Берроузу шестью месяцами ранее о необходимости использования техник художников в письме. Я сложил обрезки вместе и начал собирать вместе тексты.Брайон Гайсин, выдержка из книги «Twisty Little Passages» (2005)
Открытию, впрочем, предшествовала примечательная встреча — что позволяет поставить под сомнение случайный характер открытия Гайсина. Джон Гейгер (англ. John Geiger), в книге «Nothing is true — everything is permitted» (2005), описывал, что эксперименты со словами начались со встречи Гайсина с Тцарой в отеле «Royal Saint Germain» в Париже. Тцара спросил Гайсина о том, почему он и его молодые друзья настойчиво возвращаются к тому, что они [Тцара и дадаисты] открыли ещё в 1920-х годах, на что последний ответил: «Наверное потому, что мы считаем — вы не открыли это в достаточной мере». На столь дерзкий выпад в свою сторону Тцара ответил в присущей дада манере: «Мы всё сделали! Ничего лучшего, чем дада, не произошло… мы сделали это!».
В эссе «Метод нарезок Брайона Гайсина» (англ. The Cut-up Method of Brion Gysin) Берроуз писал, как летом 1959 года последний разрезал журналы на секции и перемешивал их в случайном порядке. Оригинальный метод Тцары Гайсин слегка видоизменил — переработка заключалась в том, что несколько готовых связных текстов разрезались, перемешивались и компоновались в произвольном порядке, составляя новое произведение — техника базируется на принципе коллажа и случайных действий. Результаты «нарезок» Гайсин называл «версиями временно́й цепи».
Итогом его экспериментов стала книга «Minutes to Go» (1960). Джеймс Кемпбелл (англ. James Campbell) добавляет: «„Нарезки“ были методом поиска истины <…> Если ты хочешь бросить вызов и изменить судьбу, нарезай слова. Сделай их новым миром». Как отмечает журналист интернет-издания «Частный Корреспондент» Андрей Бобрыкин, для самого Гайсина «метод нарезок» был инструментом для преодоления диктата языка.
Вместе с Берроузом Гайсин продолжил разработку «метода нарезок», что в итоге вылилось в книгу «The Third Mind» (1977) — полноразмерный коллажный манифест «нарезок» и методов их использования. Берроуз говорил, что «нарезки» создают новые связи между изображениями — и вследствие этого линии видимого расширяются. Помимо прочего писатель был уверен, что нарезки содержат закодированные послания, имеющие значение для разрезающего или даже обеспечивающие феномен случая. Он писал: «Метод нарезок способен наводнить масс-медиа иллюзиями».
Джозефина Хендин (англ. Josephine Hendin) добавляет также, что Берроуз сразу же отметил важность открытия «метода нарезок» — и вместе с Гайсином они с головой окунулись в эксперименты, разрезая издания The Saturday Evening Post, Time magazine, тексты Рембо и Шекспира. Позже Берроуз с не меньшей страстью возьмется и за свои собственные тексты — Гайсин комментирует здесь: «Уильям экспериментировал со своим чрезвычайно изменчивым материалом, своими собственными неповторимыми текстами, которых он подверг жестоким и беспощадным „разрезкам“, он всегда был самым упорным. Ничто никогда не обескураживало его…».
Техника оказала существенное влияние на написание самого известного романа Берроуза — «Голый завтрак» (англ. The Naked Lunch, 1959, рус. перевод 1971) (помимо прочего, являющегося одним из ключевых для всего битничества); непосредственно с её помощью была создана его Трилогия Нова (некоторыми критиками рассматриваемая в качестве тетралогии), состоящая из романов «Мягкая машина», «Билет, который лопнул» и «Нова Экспресс». Данный цикл, к слову, считается наиболее известным произведением, созданным по методу нарезок.
Как отмечает журналист портала «Pro Arte» Юрий Куроптев, своими «нарезками» писатель показывал, как современная поп-культура манипулирует сознанием людей. Произведения Берроуза, по утверждению автора лишённые идеологии и нарратива, освобождают сознание читателя от рабства массовой культуры.
Также примечателен факт, что помимо опытов с «методом нарезок» в отношении литературы Берроуз и Гайсин так же экспериментировали с аудиозаписями и видео-рядами. Результатами аудио-работ стали такие пластинки как «Называйте меня Берроуз» (англ. Call me Burroughs, 1965), «Dead City Radio» (англ. Dead City Radio (album)) (1990) и выпущенный Mercury Records уже после смерти писателя альбом «Уильям Берроуз: лучшее» (англ. The Best of William Burroughs, 1997).

## Основы техники
«Отцы-основатели» методики, отдельно друг от друга разрабатывавшие «нарезки», по-разному трактовали их использование.
«Прародитель» метода, Тристан Тцара, объясняя последовательность создания дадаистской поэмы (то есть классического произведения по «методу нарезок»), говорил, что одну страницу газеты необходимо нарезать — аккуратно вырезав каждое слово; далее необходимо получившееся сложить в мешок, встряхнуть, и в случайном порядке достать всё, сформировав новый текст.
Несколько иначе к вопросу подходил Берроуз: он говорил, что необходимо взять страницу, полюбить страницу и резать её вдоль и поперёк, чтобы в итоге получить четыре секции — которые, в дальнейшем, стоит поменять местами: первую с четвёртой и вторую с третьей. Таким образом, по словам писателя, перед Вами появится новая страница.
Говоря о сути метода, он отмечал, что чтение той же газеты одним только чтением не является; параллельно с этим человек ещё читает и колонки, расположенные по бокам, а также осознаёт присутствие сидящего рядом попутчика. Именно в этом Берроуз видел «нарезки».

## Подвиды техники
В «методе нарезок» традиционно выделяются два подвида, различных по своему подходу к обработке текста:
- «cut-up»;
- «fold-in».

Первый подвид называется аналогично всему методу, то есть «cut-up», — он предстаёт в виде классических тцаровских «нарезок», впервые представленных поэтом в работе «Рецепт поэмы дадаиста» (англ. Recipe for a Dadaist Poem, 1920).
Метод предполагает работу с одним законченным линейным текстом (напечатанным на бумаге) с разрезанием его на куски с одним или несколькими словами на каждом. Далее всё смешивается, формируя новый текст. На иллюстрации справа — пример использования метода «cut-up» Тцарой. Стихотворение взято из книги «Из наших птиц» (фр. De nos oiseaux: poems, 1923) в переводе Вадима Козового.
Второй подвид называется «fold-in» и представляет собой совместную разработку Берроуза и Гайсина. Метод предполагает работу с несколькими текстами с их последующей нарезкой и компоновкой. Ключевая область применения данного метода — это работа не только со своим текстом, но и с чужим.
Также данный метод отличителен работой с перемешанным текстом — то есть «нарезки» соединяются в связный текст осмысленно, а не в случайном (как у Тцары) порядке. В случае использования метода для одного печатного листа текста он предполагает нарезку страницы на четверти с последующим расположением частей в следующем порядке: при оригинальном расположении вида «а, б, в, г» после перекомпоновки части должны идти как «г, в, б, а».
Метод написания текстов самого Берроуза описан в статье, посвященной писателю на сайте «Филателия.ру»: «Во всех своих поездках Берроуз не расставался с тетрадью, расчерченной на три колонки. В первую он записывал различные факты о происходящем вокруг, обрывки услышанных фраз, диалогов; во вторую — личные впечатления, мысли, воспоминания; наконец, третья содержала цитаты из книг, читаемых в данный момент. Собственно из этих колонок и монтировалась будущая книга».
«Облей их бензином и подожги… На скорую руку… белая вспышка… сдавленный писк насекомого… я восстал из мёртвых с металлическим привкусом во рту принеся с собой бесцветный запах смерти… детское место полудохлой серой обезьяны… фантомные приступы боли после ампутации…»Один из ранних примеров компоновки текста по методу «fold-in» Берроузом. Цитата по книге «Голый завтрак» (англ. The Naked Lunch, 1959, рус. перевод 1971).

## Влияние на популярную культуру

### Музыка
Метод нарезок оказал существенное влияние на развитие экспериментальной и электронной музыки.
В 70-е годы Дэвид Боуи пользовался им для написания текстов к песням — его первое знакомство с методом (и его главным популяризатором) состоялось, когда Rolling Stone пригласили певца, совместно с легендой бит-поколения Берроузом, для совместного интервью журналу.
Участники английской музыкальной индастриал-группы Throbbing Gristle использовали «метод нарезок» при создании многих своих песен. Также он оказал влияние на творчество американского композиторa Эрла Брауна; нарезки также в большой мере повлияли на творчество австралийского музыканта Ян Хартли (англ. Ian Hartley).
Методика повлияла и на стиль текстов Курта Кобейна, в школьные годы проводившего много времени в библиотеках за изучением книг и, в частности, творчества Берроуза .
С помощью техники cut-up (классической, тцаровской) писал тексты для альбома Radiohead «Kid A» Том Йорк — он клал написанные на бумаге отдельные строки в шляпу, доставая их в случайном порядке и составляя таким образом текст.
«Метод нарезок» также имел огромное влияние на всю творческую деятельность экспериментального музыканта Дженезиса Пи-Орриджа. Исполнитель был и остается, пожалуй, самым преданным методу человеком — его эксперименты достигли апогея, когда «нарезкам» подверглось его тело. Дженезис решил изменить внешность, вставив себе грудные имплантаты, чтобы больше походить на свою жену, Леди Джей (англ. Lady J).
Некоторые люди будут удовлетворены одновременным оргазмом, кто-то заведет детей, чтобы выразить своё единение в одно целое. Но мы решили сделать что-то принципиально иное. Мы решили развить идею еще шире.Дженезис Пи-Орридж, фрагмент из интервью для журнала Bizarre (англ. Bizarre (magazine))
Техника повлияла на появление важного для электроники, техно и индастриала понятия семплирования.

### Кинематограф
С Берроузом и Гайсином (по мотивам творчества первого и по методу [«нарезок»] второго) в 60-х и 70-х (то есть параллельно времени, когда Берроуз работал над своей «Трилогией Нова») активно сотрудничал кинорежиссёр Энтони Белч (англ. Antony Balch) — плодом их совместной деятельности стали короткометражные фильмы «Уильям покупает попугая» (1963, англ. William Buys a Parrot), «Башни, открыть огонь» (1963, англ. Towers Open Fire), «Нарезки» (1963, англ. The Cut-Ups), «Призрак в номере 9 (Париж)» (1963 — 1972, англ. Ghost At Number 9 (Paris)) и «Билл и Тони» (1972, англ. Bill and Tony).
«Нарезки» также использовались в фильме британских кинематографистов Дональда Кэммелла и Николаса Роуга «Представление» (Performance, 1970). По словам американского режиссёра Джима Джармуша, «философия, лежащая в основе „метода нарезок“», определила структуру" его картины «Предел контроля» (The Limits of Control, 2009). При работе над сценарием он произвольным образом добавлял к исходному 25-страничному тексту различные фрагменты, отыскивая случайные связи, которые «позволяли неожиданным идеям проникать в ткань фильма».